# کیتنزویل (مریلند)
کیتنزویل (به انگلیسی: Catonsville) شهری در ایالت مریلند کشور ایالات متحده آمریکا است که جمعیت آن در سرشماری سال ۲۰۱۰ میلادی، ۴۱٬۵۶۷ نفر بوده‌است.